# Jean-Marie Déguignet
Œuvres principales
Histoire de ma vie
Jean-Marie Déguignet né le 19 juillet 1834 à Guengat et mort le 29 août 1905 à Quimper est un écrivain français de langue française et bretonne.

## Biographie
Jean-Marie Déguignet est issu d'une famille de condition très modeste. Son père est fermier à sa naissance, mais au bord de la ruine, il perd son bail deux mois plus tard. Il loue ensuite un penn-ty à Ergué-Gabéric où il vend ses services comme journalier chez des fermiers pour huit à douze sous par jour.
Enfant, sa famille subit de plein fouet la misère engendrée par l'épidémie de mildiou des années 1840. Il devient mendiant.
La crise passée, il parvient à se faire engager dans diverses fermes comme vacher, notamment dans une ferme-école d'agriculture à Kerfeunteun. Il apprend par lui-même à écrire et lire le français : il ne savait jusqu'alors lire que le breton et le latin, appris au catéchisme. Il racontera comment il récupérait des feuilles oubliées par les autres élèves pour les déchiffrer.
En août 1854, il s'engage à la mairie de Quimper pour  un contrat de sept ans dans l'armée où il est affecté tour à tour aux 37e, 26e, 63e et 7e régiment de ligne. Il est formé à la caserne de Lorient qu'il quitte le 1er janvier 1855, marche avec le régiment jusqu'à Rennes puis arrive à Lyon dans les premiers jours de février ou de mars. Il est alors formé dans le camp de Sathonay par le maréchal Castellane.
Il y restera 14 ans, participant à la guerre de Crimée, à la campagne d'Italie, à la soumission de la Kabylie en Algérie, ainsi qu'à l'expédition du Mexique. Lors de ces campagnes il a le loisir d'apprendre l'italien et l'espagnol. Il y perfectionne aussi son français, lisant tout ce qu'il peut et recherchant le contact de toute personne cultivée. C'est à cette époque que se mettent en place ses idées républicaines et violemment anticléricales, principalement à la suite de son voyage à Jérusalem.
Revenu en Bretagne, il se marie et devient fermier à Ergué-Armel. Il le restera pendant 15 ans, et grâce à son ingéniosité fait de cette ferme à l'abandon une exploitation modèle. Son bail n'est pas prorogé à cause de ses idées et de son caractère anticonformiste.
Il est ensuite tenancier d'un débit de boissons — il abandonne ce commerce à la mort de sa femme dans un delirium tremens —, agent d'assurance, puis il obtient une licence pour être débitant de tabac à Pluguffan — une manière de retraite accordée aux anciens soldats. Mais, en butte à l'opposition du curé qui incite depuis sa chaire au boycott du commerce de ce paroissien se déclarant ouvertement anticlérical, il doit quitter la commune au bout de quelques années.
Retombé dans la misère, il passe ses dernières années à Quimper où il fréquente la bibliothèque municipale pour y lire les journaux républicains. C'est au cours de cette période qu'il écrit l'histoire de sa vie. Il la rédige par deux fois : il vend un premier manuscrit à Anatole Le Braz et, ne le voyant pas paraître, croît qu'il avait voulu faire disparaître son témoignage.
Il est retrouvé mort à la porte de l'hospice de Quimper, le matin du 29 août 1905.

## Destinée de l'œuvre
Anatole Le Braz, après lui avoir donné 200 francs pour achat des droits à venir sur l'édition de ses 24 premiers cahiers, tarda à les publier, ce qui incita Jean-Marie Déguignet, non sans amertume, à reprendre entièrement son travail. Anatole Le Braz ne publia que le début du premier manuscrit dans la Revue de Paris pendant l'hiver 1904-1905, et après avoir normalisé et standardisé le texte qui s'achève avec la campagne d'Italie et une mention « À suivre », mais il n'y eut aucune suite. Ce manuscrit fut ensuite égaré par Anatole Le Braz.
Ce n'est que près d'un siècle plus tard, et presque par hasard, que le manuscrit de la seconde rédaction fut retrouvé et publié, avec un immense succès populaire : plus de 300 000 exemplaires vendus en France avec des traductions en italien, en tchèque et en anglais. Le succès de cette édition chez un petit éditeur breton, An Here, est surtout dû à un bon accueil des médias régionaux relayé par une chronique enthousiaste du journaliste Michel Polac sur France Inter.
À côté de ses mémoires, il reste de lui quelques textes de réflexions personnelles (une Vie de Jésus, une Histoire des mythes) et quelques cahiers « de travail » en grande partie inédits (un cahier de notes, son testament moral, des brouillons de lettres). Il a écrit également des poèmes dans sa langue maternelle ainsi qu'un traité pour élever les abeilles qui n'a pas été retrouvé.
Son œuvre a passionné : elle laisse en effet un rare témoignage sur la mentalité et l'évolution politique portant vers la République des paysans de la région de Quimper vers la fin du XIXe siècle. Les pages consacrées aux campagnes militaires sont également particulièrement intéressantes, car écrites par un homme du rang, ce qui est rare.
Déguignet doit être reconnu comme un véritable écrivain : certes, son français est parfois hasardeux (plein de bretonnismes), mais il écrivait avec passion et talent, dans un style truculent et ironique : au terme d'une destinée aventureuse et parfois difficile, il avait beaucoup à raconter, ce qu'il a fait avec un humour teinté d'indignation, de provocation, mais aussi de curiosité, un amour désintéressé de l'universel et une inimitable sincérité.
Le portrait que Déguignet trace de lui-même nous montre un homme très intelligent voire surdoué, aux fortes convictions républicaines et anticléricales, polyglotte, sans doute habile agriculteur, capable d'entraîner ses égaux ; mais aussi animé par une vision anticonformiste et libertaire qui le mettait en décalage avec les codes de son époque.
Le regard critique et acerbe de Déguignet, y compris sur les Bretons eux-mêmes, ne lui vaut pas que des amis parmi les défenseurs de l'identité bretonne. Dans une longue étude, l'ethnopsychiatre Philippe Carrer affirme que Jean-Marie Déguignet souffrait de paranoïa.

## Réception critique
- « Un livre extraordinaire » (Michel Polac à propos des mémoires de Jean Marie Déguignet[réf. nécessaire])
- « Déguignet est aussi bruyant vivant que mort. Sa voix d'imprécateur n'est pas près de s'éteindre » (Étienne de Montety - Figaro Magazine)
- « D'aucuns s'étonneront de la violence des propos de Déguignet envers ses propres compatriotes bretons. […] Pourfendeur du conservatisme, de la routine, sensible aux thèses anarchistes et révolutionnaires, il s'est trouvé en porte-à-faux par rapport à la société de son temps » (Bernez Rouz, extrait de la préface, éd. pocket, mai 2001, p. 19)

## Œuvres
- Première version de ses mémoires :
  - 1904 : Mémoires d'un paysan bas-breton, dans la Revue de Paris no 34 15 décembre-no 35 01 janvier 1905-no 36 15 janvier - no 37 01 février (version incomplète qui s'arrête en 1854). Préface d'Anatole Le Bras.
- Deuxième version de ses mémoires :
  - 1998 : sous forme condensée : Mémoires d'un paysan bas-breton, An Here  (ISBN 2-86843-178-X) ;
  - 2008 : vingtième édition Mémoires d'un paysan bas-breton, Arkae  (ISBN 978-2-917877-00-5) ;
  - 2001 : intégralité : Histoire de ma vie, 944p, An Here   (ISBN 2-86843-226-3).
- Autres extraits :
  - 1998 :  Contes et légendes de Basse-Cornouaille, An Here  (ISBN 2-86843-189-5) ;
  - 1999 :  Rimes et révoltes (recueil de ses poésies), Blanc Silex  (ISBN 2-9509902-8-2).
- Autre texte :
  - 2005 :  Jésus, fils aîné de Marie Joachim, dernier roi des juifs, sa vie, ses aventures et sa mort, Arkae  (ISBN 2-9520223-2-1).
- Traductions :
  - 2003 : tchèque : Paměti bretonského venkovana, Praha, Mladá fronta ;
  - 2004 : anglaise : Memoirs of a Breton Peasant, New-York, Seven Stories Press ;
  - 2011 :  édition de poche : Memoirs of a Breton Peasant, New-York, Seven Stories Press ;
  - 2005 : italienne : Memorie di un contadino, Milan, Rizzoli ;
  - 2005 :  russe (extraits) : Мемуары выходца из Нижней Бретани, Munich, Im Werden Verlag (en ligne sur imwerden.de.